# Межиріччя
33°42′ пн. ш. 43°30′ сх. д. / 33.7° пн. ш. 43.5° сх. д.

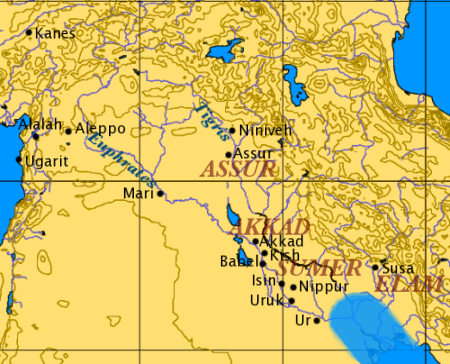
Давня Месопотамія

Межирі́ччя, також  Месопота́мія (грец. Μεσοποταμία — «земля між річками», від μεσος — «між», «середина»; ποτάμια — «річки, потоки»), або Дворі́ччя — регіон в Азії. У строгому сенсі — це алювіальна рівнина між річками Тигр та Євфрат на території сучасних Іраку та Сирії, однак у звичному вжитку цей термін включає долини обох річок разом із навколишніми низовинами, що обмежені Аравійською і Сирійською пустелями на південному сході та заході, Перською затокою на півдні, горами Кавказу і Загросу на півночі.
Межиріччя має давню і сповнену подіями історію — перші держави в цьому регіоні виникли понад 5 тисяч років тому. Месопотамію часто називають колискою цивілізацій. Тут виникла перша в історії людства писемність — клинопис, розвинулись рільництво та іригація, були здійснені численні винаходи (колесо і вдосконалення транспортних засобів), відбувався розвиток домобудівництва і ряду виробів (від гончарного до металургії), розвинута астрономія.
Також із Месопотамією пов'язані найважливіші події всесвітньої історії — перехід від полювання і збирання до землеробства і скотарства.

## Географія

Карта Месопотамії

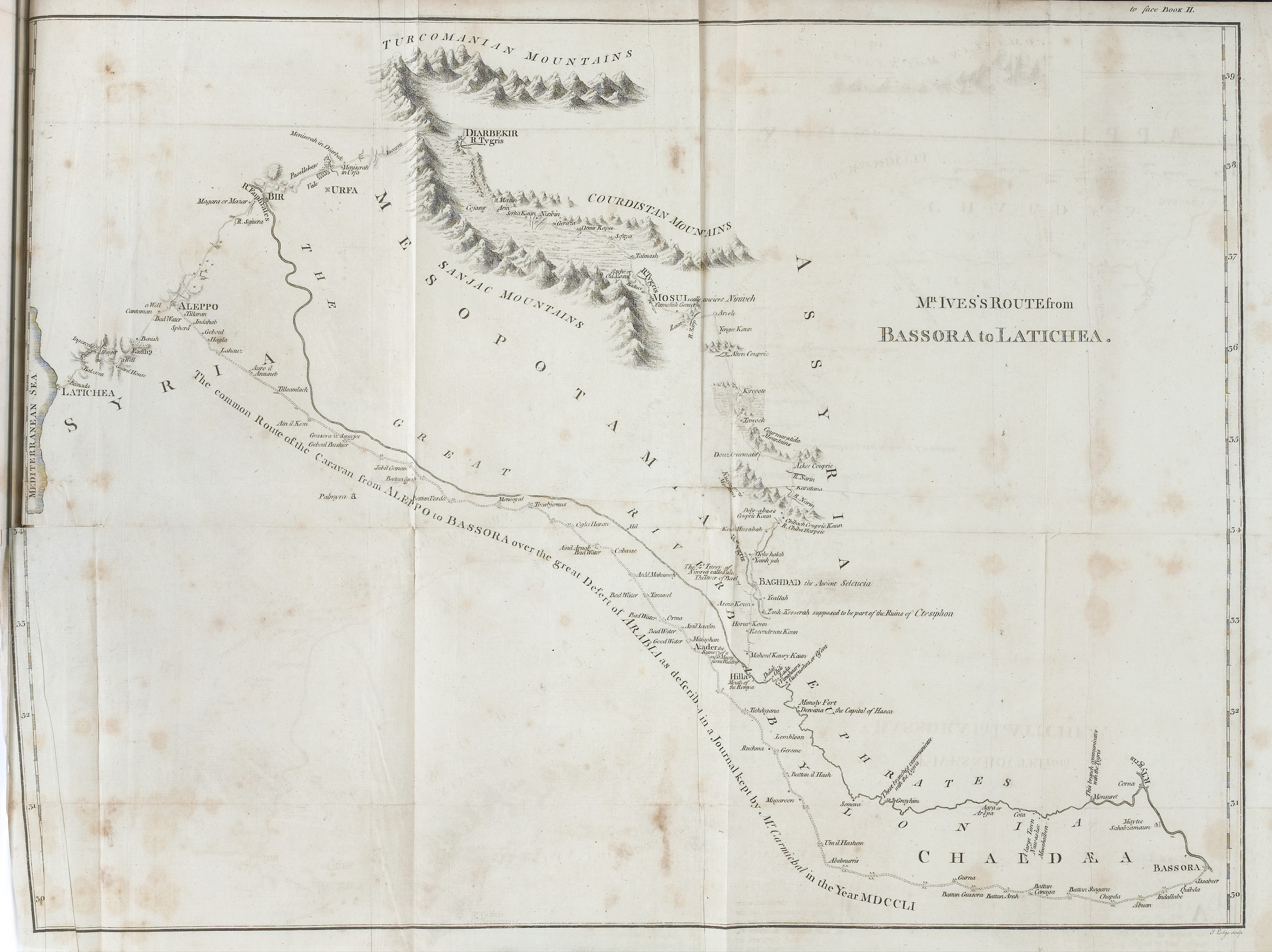
Месопотамія під час подорожі Едварда Айвза, (1758)

Месопотамія охоплює землі між річками Євфрат і Тигр, що витікають із Вірменського нагір'я у сучасній Туреччині. Обидві річки мають численні притоки, збираючи воду з обширних гірських районів. Наземні шляхи в Межиріччі зазвичай йдуть вздовж Євфрату, оскільки береги Тигру часто круті й важкі для підйому. Клімат в регіоні напівпосушливий, на півночі пролягають широкі пустелі, південніше — ділянки боліт, замулених заплав, порослих очеретом берегів рік. Євфрат і Тигр зливаються на крайньому півдні, виливаючи свої води у Перську затоку.
В умовах посушливого клімату сільське господарство на півночі регіону богарне, а на півдні зрошуване. Зрошувальному рільництву сприяють розливи рік при таненні снігів у горах Загросу і на Вірменському нагір'ї. Ефективність іригації залежить від можливості мобілізувати достатню кількість людської праці для побудови каналів та догляду за ними. Це, починаючи з найбільш раннього історичного періоду, сприяло виникненню міських поселень і централізованої політичної влади. Сільське господарство доповнювали кочові скотарі, які випасали отари овець та кіз, а значно пізніше й верблюдів на прирічних луках у сухі літні місяці й переганяли їх в напівпустельні райони у вологий зимовий період.
Регіон Межиріччя не має власного будівельного каменю, цінних металів чи лісу, й ці матеріали привозилися із навколишніх областей в обмін на сільськогосподарську продукцію, що сприяло розвитку далекої торгівлі. У заболочених заплавах на півдні ще з доісторичних часів існувало рибальство.
Час від часу культурна система Межиріччя переживала періоди занепаду, викликані низкою різних причин. Потреба у робочій силі призводила до зростання населення до екологічно допустимих меж, і в роки кліматичної нестабільності система центрального правління розвалювалася, що в свою чергу сприяло депопуляції. Крім того регіон був недостатньо захищений від нападів гірських племен і кочових скотарів, результатами яких ставали періоди розвалу торгових зв'язків і занепаду іригаційної системи. Прагнення міст-держав до незалежності призводило до того, що часто централізована влада над усім регіоном була тільки ефемерною, поступаючись племінним чи регіональним утворенням. Ця тенденція досі зберігається в сучасному Іраку.

### Північна/Верхня Месопотамія (Межиріччя,аль-Джезіре)
Північна частина регіону іменується арабами «ал-Джазіра» (Джезіре), тобто «острів». Це горбиста країна з великими степами і лісистими передгір'ями. Річки прорізають тут вузьку долину в кам'янистому плато. У давнину тут існували такі держави як Ассирія, Мітанні, Осроена та ін.

### Південна/Нижня Месопотамія (Дворіччя, аль-Ірак)
Південна Месопотамія — плоска кам'яниста рівнина. Річки течуть тут з низьким ухилом і розливаються, створюючи стариці, відгалуження і протоки. Південна Месопотамія — країна іригаційного землеробства; тут виникла найдавніша Шумерська цивілізація, царства Аккад і Вавилон.

## Народи та мови
Найдавнішою мовою Межиріччя, якою залишилися письмові свідчення, була шумерська — аглютинативна ізольована мова, якою розмовляли шумери — народ, що заселяв південні райони Месопотамії. В центральній та північній Месопотамії проживали племена, що розмовляли мовами семітської мовної родини, серед яких найбільше значення мала аккадська. Впродовж третього тисячоліття до н. е. шумерська та аккадська мова співіснували в культурному симбіозі, що часто означав двомовність. Про це свідчать численні запозичення в літературних пам'ятках обома мовами. Під кінець третього тисячоліття аккадська мова поступово витіснила шумерську з повсякденного вжитку, яка проте і далі використовувалася як священна, церемоніальна, літературна та наукова мова.
Після завоювання Месопотамії персами, офіційною мовою регіону в імперії Ахеменідів стала арамейська, витіснивши аккадську та шумерську в сфери релігійного вжитку. Ще через приблизно тисячу років, після арабського завоювання Ірану, мовою регіону стала арабська, яка досі зберігає свій статус у сучасному Іраку.

## Історія Межиріччя

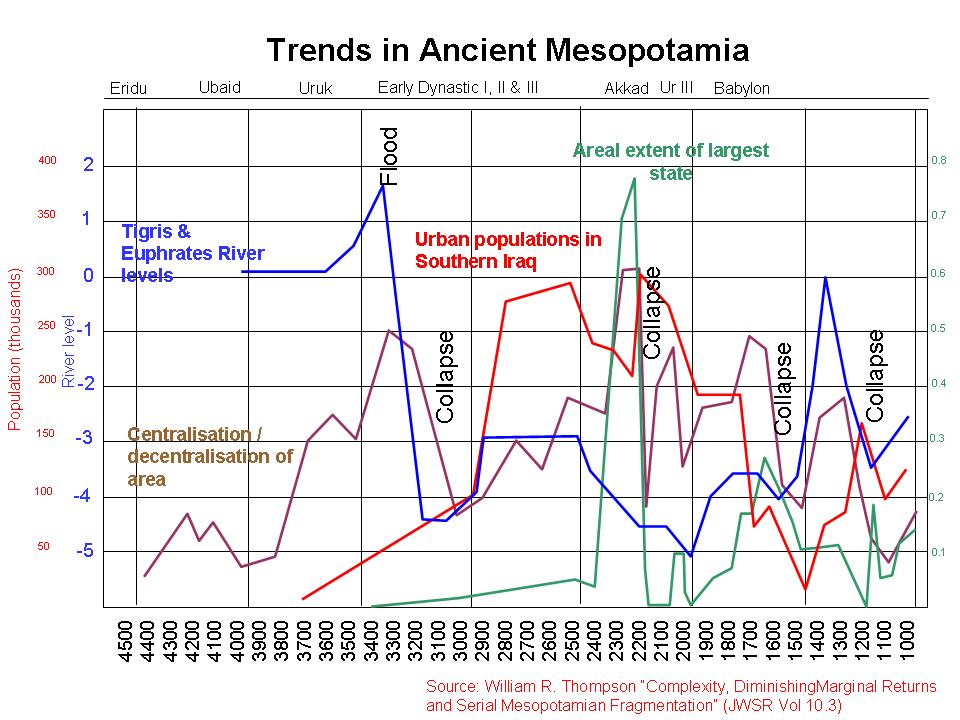
Тенденції в історії стародавньої Месопотамії. Графік показує періоди централізації та розпаду єдиної центральної влади в регіоні.

Дуже довго цивілізації Межиріччя залишалися практично невідомими науці. Основним джерелом відомостей була Біблія, де є розповіді про будівництво Вавилонської вежі, про сімдесятирічний полон євреїв і правителя Навуходоносора, про халдеїв — жителів Вавилона, про столицю Ассирії — Ніневію — «велику блудницю», про чаші гніву, які сім ангелів вилили на приєвфратські землі. Опис цих місць зустрічається і у давньогрецького історика Геродота: він захоплювався стінами Вавилона — такої ширини, що на них могли роз'їхатися дві бойові колісниці, прирахував до чудес світу «висячі сади Семіраміди». Такі свідчення довго викликали сумніви. Було незрозуміло, куди могла зникнути велика цивілізація. XIX ст. приголомшило світ грандіозністю своїх археологічних відкриттів, зроблених в долинах Тигру і Єфрату. Були розкопані найбільші міста Месопотамії. Зусиллями цілої плеяди чудових вчених розшифрована писемність, що дозволило підтвердити історичну основу біблійних розповідей, пересвідчитися в достовірності оповідань Геродота, досить детально реконструювати минуле Дворіччя.
Історію Стародавнього Межиріччя заведено розпочинати із Убейдського періоду, коли з'явилися перші міські поселення, і завершувати або завоюванням Месопотамії персами, або арабським завоюванням, що відбулося через тисячу років.

### Доісторичний період
Свідчень життя в палеоліті в Межиріччі обмаль, і, так само як в інших регіонах, вони обмежуються гірською місцевістю. Зарзійська культура включає знахідки мустьєрських неандертальців у печерах Шанідар і Зарзі. Неолітичні культури включають Халафську, Джармо і Самарру. До енеоліту належать Убейдська культура і культура Урук.

### Стародавнє Межиріччя
Особливість найдавнішої політичної історії Межиріччя полягає в тому, що тут існували не одна, а декілька держав, які почергово домагалися верховенства в регіоні. Періоди імперій під владою одного міста змінювалися періодами розпаду централізованої влади й існуванням кількох незалежних міст-держав.
Ранні міста в цьому регіоні включають Ур, Урук, Ісін, Лагаш у нижній Месопотамії (Шумері), Агад, Вавилон, Кіш, Ніппур у центральній частині Межиріччя (Аккаді), Ашшур, Ніневію, Марі, Алеппо у верхній Месопотамії.
Наприкінці IV — початку III тисячоліття до н. е. на півдні Дворіччя виникають і підносяться міста-держави, об'єднані істориками збірною назвою Шумер (за назвою народу, що жив там). При Саргоні держава Аккад об'єднувала значні території, але згодом упала під натиском гутіїв. Наступну значну державу утворила Третя династія Уру, що була повалена аморями та Еламом. Згодом велика частина Месопотамії потрапила під владу Вавилонського царства. Потім, з XVI століття до н. е. набрала могутність Ассирія (її столиця — місто Ніневія). Після нового недовгого піднесення Вавилона в VI столітті до н. е. Межиріччя завойоване східним сусідом — Персією.
Межиріччя залишалося під владою персів до походів Александра Македонського у 4 столітті до н. е. Після смерті Александра в ньому правили Селевкіди.
У другому столітті до н. е. Межиріччя опинилося під контролем Парфії, а потім стало районом майже безперервних воєн між Римом і Парфією. У 226 його захопили Сасаніди, які на той час перемогли парф'ян і підкорили Іран. Війни між імперією Сасанідів і римлянами й їхніми спадкоємцями візантійцями продовжувалися до 7 століття, коли обидві виснажені держави не змогли утримати Межиріччя і воно потрапило під владу Арабського Халіфату.

## Будівництво і архітектура
У Месопотамії дуже рано (за останніми даними, раніше, ніж у Єгипті) розпочалося будівництво іригаційних споруд. Іригація мала планомірний, великомасштабний характер. Геродот в «Історії» писав, що вся Вавилонія помережена каналами. Розливи Євфрата бувають дуже сильними, але нечастими. Тому викопувалися величезні котловани, вони заповнювалися водою під час розливу — так створювався запас води на час посухи. Геродот описує найбільший з каналів — судноплавний канал, проритий між Тигром і Євфратом. Він тече в південно-східному напрямку і з Євфрату впадає в Тигр.
Накопичений досвід став використовуватися в будівництві. Воно велось дуже розумно і сплановано. Правильність планування пильнувалась дуже суворо. Згідно з одним з текстів, людину, яка при споруджені будинку порушувала правильність вулиці, вийшовши за межу дозволеної лінії, прирікала на смерть: саджали на палю на даху власного будинку. Вулиці міст були широкими та прямими. Головна вулиця ассирійської столиці Ніневії мала в ширину 26 метрів. У столиці зводили три- й чотириповерхові будинки. Наприкінці IV тисячоліття до н. е. шумери збудували перші на планеті міста — Ур, Урук, Лагаш. У них складаються і перші державні структури. Виникає монументальна архітектура. Під час розкопок була знайдена статуя жерця, правителя шумерского міста Лагаш на ім'я Гудеа, який жив у XXI столітті до н. е. Він зображений з планом майбутнього храму в руках. Це одночасно свідчення і високої будівельної техніки, і того значення, яке правителі додавали будівельним роботам. Монументальне будівництво, як і іригація, — яскравий приклад перемоги людини над несприятливими природними умовами. Справа в тому, що в Месопотамії немає готових будівельних матеріалів — каменю, дерева. Усі гігантські будови зводилися з глиняної цегли.
Основними монументальними спорудами були храми і палаци. Храми часто розміщувалися на вершині особливої східчастої вежі — зикурату. Зикурати складалися з декількох платформ, що звужуються догори, складених суцільною цегельною кладкою. Піднятися до храму, що знаходився на верхньому майданчику, можна було довгими круговими сходами і похилими підйомами. Хода до храму становила частину релігійних церемоній. «Храми-гори», створені працею як вільних громадян, так і рабів стали символами всемогутності держави. Відгомони слави месопотамських будівельників відбилися в біблійній розповіді про Вавилонську вежу. При розкопках давнього Вавилона знайдений підмурок гігантського зикурату, який, ймовірно, і був її прообразом.
Такими ж величними, як і культові споруди, були палаци правителів Шумеру, Аккаду, Вавилонії і особливо Ассирії. Так, вхід в царський палац у Ніневії був прикрашений багатьма величезними статуями божеств — крилатих людинобиків і людинолевів. На стінах залів — сюжетні рельєфи, що детально зображують життя правителя. Найвідоміший з рельєфів присвячений полюванню — улюбленому заняттю ассирійської знаті. Звірів утримували у спеціальних вольєрах — перших попередниках сучасних зоопарків, а перед полюванням випускали. Рельєфи чудово передають динаміку руху, азарт погоні. Проте особливо вражають своїм драматизмом сцени загибелі тварин — левиць і левів, газелей, диких коней.
Розкопки у Вавилоні дозволили уточнити, як виглядали легендарні «висячі сади» цариці Семіраміди. Це була кам'яна будівля, що складається зі склепінчастих терас. На кожній терасі був шар землі, де і розбивали сад. Вода вгору подавалася за допомогою лопатевого водопроводу.
Постійні війни диктували необхідність оборонних споруд. Міста Межиріччя стали справжніми фортецями. Про столицю Ассирії — Ніневію — говорили: «Та, яка своїм сяйвом відкидає ворогів». Зубці її стін, що досягали 20 м у висоту, прикрашала цегла, покрита блакитною глазур'ю із золотою блискучою смугою. Вавилон оточували чотири кільця стін. Головні ворота були присвячені богині Іштар. За наказом царя Навуходоносора до них побудували дорогу надзвичайної краси і абсолютної неприступності для можливого ворога. З двох сторін підносилися семиметрові стіни. Вимощена ця дорога була величезними плитами з білого вапняку. На кожній плиті вибитий напис: «Я — Навуходоносор,… Вавилонську вулицю вимостив…». Bce, що робилося в державі, вважалося заслугою винятково його правителя. Саме за Навуходоносора II будівництво набуло особливого розмаху. Завоювавши великі території, він використовував величезну кількість рабів для будівництва. Він будував не лише в своїй столиці-Вавилоні, а й в інших містах — Ур, Урук, Кіш, Ніппур, Борсіппа — скрізь зводили храмові башти-зикурати. Саме йому приписують будівництво легендарної Вавилонської вежі (Етеменанкі).
Найтовща стіна, яка була навкруги міста Урнамму (сьогодні Мухайяр в Іраку), була зруйнована 2006 року до н. е. Її товщина становила 27 метрів.

## Міфологія та релігія
Релігія Межиріччя політеїстична. За записами на глиняних табличках нараховано понад 2400 богів. Кожне із міст Дворіччя мало свій особливий пантеон, причому був широко поширений генотеїзм: боги одного міста мали відповідників у інших містах. Кожне місто мало свій пантеон, і значення того чи іншого бога змінювалося в залежності від того, наскільки значимим було його місто в певний період. Богам поклонялися у вигляді ідолів, збереглися записані на глиняних табличках молитви.
Месопотамські боги були антропоморфічними, тобто схожими на людей. Вони їли і пили, як люди, п'яніли й сварилися між собою. Одним із найважливіших богів спочатку був шумерський бог і легендарний цар Енліль, вплив якого поширився також і в Аккаді. Іншими важливими богами у Шумері були Ан, якого аккадці називали Ану, Енкі, якого в Аккаді називали Еа, Нанна, в Аккаді Сін, Уту, в Аккаді Шамаш. Шумерська богиня кохання Інанна стала аккадською Іштар. Коли до влади прийшов Вавилон, Хаммурапі оголосив верховним богом Мардука, який до того посідав не особливо визначне місце в пантеоні.
Шумерська космологія 12 тисячоліття до Христа описує творення світу так: Мардук убив богиню-матір Тіамат і половину її тіла використав для того, щоб створити Землю, а іншу — для небес та підземного світу. Світ уявлявся кулею, на трьох верхніх рівнях якої жили боги, і звідки світять зорі на три нижні земні рівні. Жителі Межиріччя вірили, що після смерті душі людей потрапляють у підземний світ незалежно від свого статусу й своїх діянь у земному житті.

## Писемність і література
Безумовно, найбільше досягнення культури Месопотамії — писемність. Вперше її створили шумери в IV тисячолітті до н. е. Спочатку з'явилося афктографічне письмо — піктографія. Потім поступово окремі знаки почали передавати вже не слово, а склади і звуки, малюнки змінили своє зображення — виник клинопис. Для записів використовувався найпоширеніший природний матеріал у Дворіччі — глина. З ретельно обчищеної глини виготовляли табличку, напис наносили очеретяною паличкою або металевим стрижнем (писемність отримала свою назву за формою отриманих клиноподібних рисок); готову табличку обпалювали в спеціальних печах. На основі шумерської писемності сформувалися клинописні системи Аккаду, Вавилонії, Ассирії.
Галузь досліджень, що вивчає писемність Межиріччя, зокрема і в ширшому аспекті — культуру регіону, називається ассирологією. При дослідженнях глиняних табличок склалася цікава ситуація: розшифрувавши ассирійський, а потім вавилонський клинопис, лінгвісти передбачили відкриття ще давнішої культури. Лише значно пізніше археологи розкопали шумерські пам'ятники.
На сьогодні знайдено і прочитано тисячі табличок найрізноманітнішого змісту: царські накази, господарські записи, учнівські зошити, наукові трактати, релігійні гімни, художні твори. Чудова знахідка була зроблена при розкопках Ніневії — перша в історії людства бібліотека, бібліотека Ашшурбаніпала. Її створили за наказом ассирійського царя Ашшурбаніпала. Збереглася також табличка із строгим наказом, розісланим по всій країні: збирати або переписувати глиняні таблички. Бібліотека була чудово організована навіть за сучасними мірками: внизу кожної таблички — повна назва книги і номер «сторінки», ящики розставлені по полицях відповідно до тем, на кожній полиці — бірка з номером. Цікавою є збірка табличок, виявлених 1995 року, які виявилися першим відомим трактатом з месопотамської кулінарії (датуються XVIII ст. до н.е.)
У бібліотеці Ашшурбаніпала збереглася найдавніша в світовій літературі епічна поема — «Епос про Гільгамеша». Вона створена ще в шумерські часи і розказує про царя Урука героя Гільгамеша. Гільгамеш зі своїм другом Енкіду здійснюють безліч подвигів. Після смерті Енкіду Гільгамеш не може змиритися з тим, що боги зробили людей смертними. Він вирушає на пошуки секрету безсмертя. Пошуки приводять його до першої людини — Ут-напишти. Ут-напишти розказує Гільгамешу історію свого життя. Ця розповідь, коли була перекладена на європейські мови в XIX столітті, викликала справжню сенсацію, оскільки практично повністю збігалася з розповіддю про «великий потоп» у Біблії: гнів богів, спорудження великого корабля, земля, вкрита водою; навіть зупинка на вершині великої гори. До кінця своїх мандрівок Гільгамеш, так і не отримавши чарівного засобу, розуміє: вічно живе в пам'яті нащадків той, хто здійснює добрі справи.
Життя багатьох образів і сюжетів шумерської, вавилонської, ассирійської міфології продовжується після загибелі цих цивілізацій. Наприклад, міфи про створення світу, про створення людей з глини, про смерть і воскресіння бога Таммуза. Сучасне семиденне розчленовування тижня склалося у ассирійців і вавилонян, які поклонялися семи головним богам.

## Наукові знання
Завдяки розшифруванню «глиняних книг», отримано досить точні уявлення про рівень наукових знань в Межиріччі. Охоронцем вищої мудрості були жерці. Розумова праця вже відділилася від фізичної, але наука мала характер таємного знання. Особливий розвиток отримало спостереження за зірками. Зіркам приписувалася магічна сила. Храми на вершинах зикуратів служили своєрідними обсерваторіями. Вся зоряна карта, яку можна отримати без телескопа, була вже відома у Вавилоні. Жерці встановили зв'язок Сонця зі знаками Зодіаку. На основі астрономічних спостережень розроблений дуже точний місячний календар. Вавилоняни користувалися сонячними і водяними годинниками.
Багатими для свого часу були і математичні знання: чотири арифметичні дії, піднесення до квадрата і добування квадратного кореня, обчислення площі геометричних фігур. Сучасний розподіл кола на 360 градусів і години на 60 хвилин має в своїй основі ассиро-вавилонської шістдесяткову систему лічби.

## Лікарське мистецтво
Мистецтво вавилонських лікарів славилося на Сході. Їх часто запрошували в інші країни. У Вавилоні існували дві медичні школи на державному утриманні. Збереглося багато науково-медичних табличок, складених за єдиним зразком. Починаються вони словами: «Якщо людина хвора…», далі слідує перелік симптомів, а потім рекомендації з лікування. Завершують запис слова: «Він видужає». Цікавий звичай описує Геродот: коли лікарі не знали, як допомогти хворому, його виносили на ринкову площу, і кожний перехожий був зобов'язаний дати йому пораду.

## Закони Хаммурапі

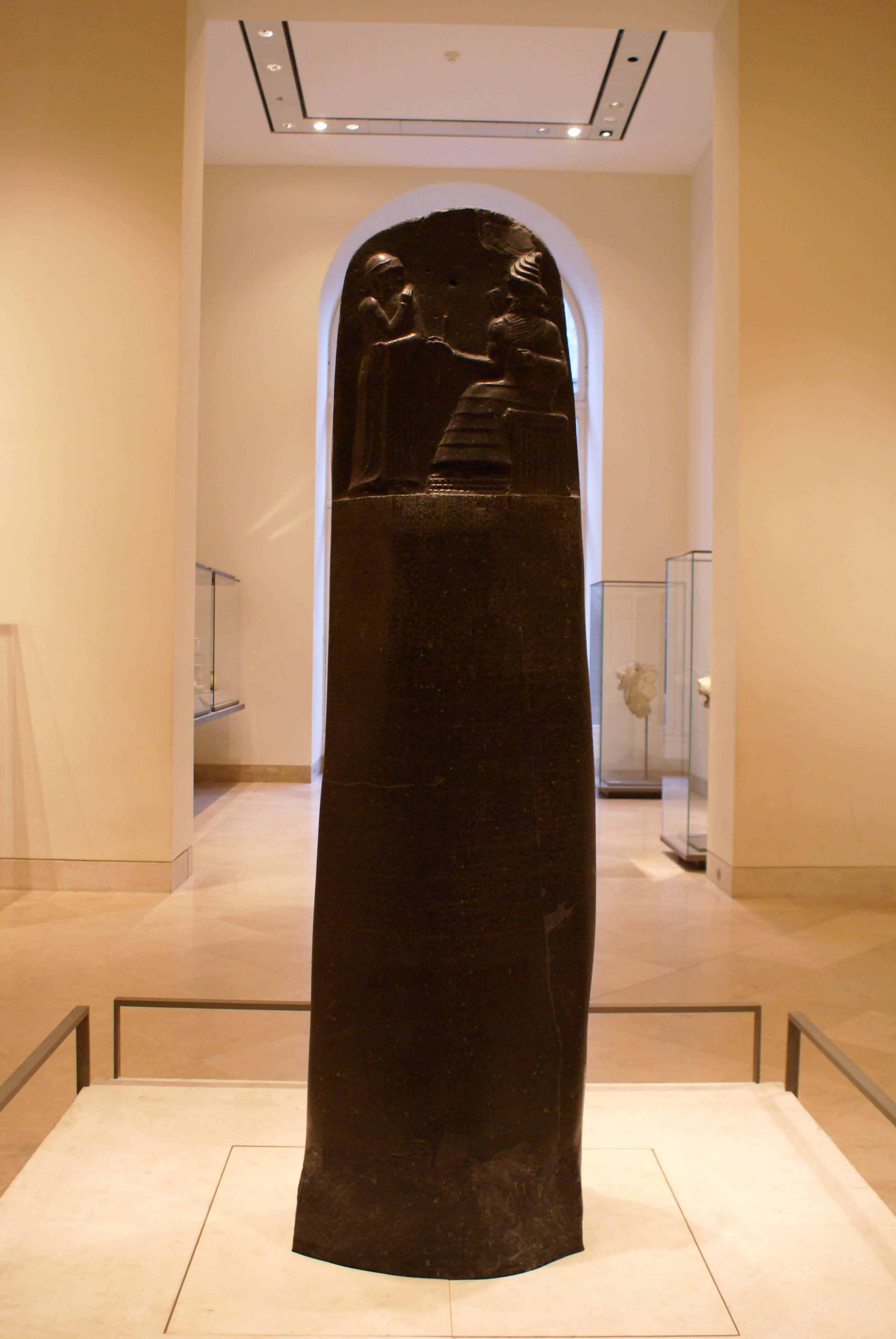
Стела Хаммурапі із його законами

Певним підсумком розвитку політичної думки стародавніх стало оформлення першого письмового зібрання законів. Хаммурапі увійшов у світову історію як перший цар-законодавець, що підпорядкував владі Вавилона все Дворіччя (XVIII століття до н. е.). У Парижі, в Луврі зберігається чорна мармурова «Стела Хаммурапі». У її верхній частині — зображення самого царя, який отримує від Бога символи влади, а в нижній — клинописом вибиті закони. Велике місце серед них займає боргове право — позики, відсотки на борги, застава. Грошовою одиницею тоді був талант (слово, яке, змінивши значення, увійшло в сучасні мови). Регулюються сімейні відносини: укладення шлюбу, покарання за невірність, майнові права чоловіків, спадкування, розлучення. Обумовлено, що раб — повна власність пана. Суд вершили жерці, вони могли викликати свідків, які свідчили, приносячи клятву. Покарання часом передбачалися жорстокі, аж до смертної страти (відсікання голови, закопування живцем в землю, саджання на палю). Дуже суворо карався лікар за невдале лікування: «Якщо лікар, роблячи кому-небудь надріз бронзовим ножем, заподіє смерть цій людині або, знімаючи катаракту бронзовим ножем, пошкодить око цієї людини, то йому належить відсікти руку». Військо було регулярним, за службу отримували гроші і ділянку землі. Вищу владу втілював цар.
Зі збільшенням розмірів держави ускладнювалася і структура управління. В Ассирії, знову ж уперше, виникає чіткий розподіл на місцеві адміністративні одиниці — сатрапії (потім його запозичить Персія).
Приведена характеристика не вичерпує переліку досягнень у галузях науки й мистецтва, що уперше з'явилися у народів Межиріччя, але і вона дає уявлення про той високий рівень, якого досягла тут культура.

## Археологічні дослідження
Довгий та складний шлях був у археологів по дослідженню даної території. Був потрібен науковий подвиг декількох поколінь археологів і дослідників, щоб людство змогло проникнути в таємниці однієї із найзагадковіших та яскравих цивілізацій Стародавнього Сходу.
Археологічні розкопки на території Месопотамії інтенсивно велися протягом більш як 150 років і тепер наукова література настільки велика, що її можна скласти в окрему бібліотеку.
Науковці зазначають, що археологічні дослідження археологічних пам'яток Месопотамії розпочалося в 40-ві роки XIX ст.
Під час експедиції французів і англійців було знайдено рештки палаців. Найбільш вдалими є розкопки Лейярда в 1845—1851 рр. Він відкрив руїни ассирійських столиць Калаха і Ніневії. Особливу історичну цінність мають написи, виявлені Лейярд в руїнах ассирійських палаців. Роботу Лейярд продовжували Рассам і Сміт; їх розкопки дали великий матеріал для вивчення історії та культури Ассирії.
Не менш великі розкопки були проведені у другій половині XIX ст. в Південній Месопотамії, де археологи виявили руїни найдавніших шумерських міст, висхідних до кінця четвертого тисячоліття до н. е. Де-Сарзек і Хезе виявили на місці сучасного Телло залишки давньошумерського міста Лагаша (Ширпурла).
Найбільші і найсистематичніші розкопки були проведені в перших десятиліттях XX в. в різних куточках Месопотамії. У Шуруппаці, в Уруці, Ель-Обеїда і в Джемдет-Наср були виявлені найдавніші поселення, висхідні до епохи неоліту. Особливо великі розкопки були проведені на території трьох великих міст Месопотамії: Ура, розташованого в південній частині Дворіччя, в країні Шумер, Ешнунни, що лежала в середній частині Месопотамії, в країні Аккад, і Марі — великого міста, що знаходився на березі Євфрату.
Дуже цінні результати дали розкопки давньоаккадського міста Еншунни, в руїнах якого були виявлені залишки стародавніх храмів і величезного розкішного палацу, який будувався і перебудовувався протягом двох століть (XX—XVIII ст. до н. е.).
Нарешті, в 1933—1936 рр. були розкопані руїни столиці держави Марі, нерідко згадується в написах часів вавилонського царя Хаммурапі (XVIII ст. до н. е.). У руїнах цього міста були виявлені залишки великого храму, величезного палацу, також добре збереглася школа. Найбільший інтерес серед знахідок представив великий архів цінних історичних документів.

## Виноски
1. ↑  Bottéro, Jean (2001). Religion in Ancient Mesopotamia. Chicago: University of Chicago Press.
2. ↑  Л. Л. Левченко. «НАРОДЖЕННЯ АРХІВІВ І ПРОФЕСІЇ АРХІВІСТА: середина IV — середина I тисячоліття до н. е., Месопотамія». Виступ на Всеукраїнській науково-практичній конференції «Архіви — наука — суспільство: шляхи взаємодії» (21–22 травня 2015 р) (PDF). Архів оригіналу (PDF) за 3 жовтня 2015. Процитовано 17 вересня 2015.